# A majomkirály
A majomkirály (eredeti cím: The Monkey King) 2023-ban bemutatott amerikai–kínai 3D-s számítógépes animációs filmvígjáték, amelyet Anthony Stacchi rendezett, Vu Cseng-en a Nyugati utazás című regényének első 7 fejezetéből.
Amerikában és Magyarországon 2023. augusztus 18-án mutatta be a Netflix.

## Cselekmény
Egyik éjszaka egy majom születik egy magas hegy tetején lévő kőből, és megzavarja a Jáde császárt. Parancsot ad, hogy pusztítsák el a kölyköt, de Buddha megjelenik előtte, és azt mondja neki, hogy hagyja, hogy megtalálja a célját.
A majom talál egy csapatnyi más majmot, de engedetlen természete miatt nem tud beilleszkedni. Egyik szökése miatt egy rettegett démon lecsap a hegyi rejtekhelyére, és elkapja a csapat egyik kölykét, hogy megehesse; ennek következtében a majmot száműzik. Hogy bebizonyítsa, hogy érdemes, kiképzi magát a démon elleni harcra. Sok év után, amikor úgy véli, hogy készen áll, szembeszáll a démonnal, de a kiképzése hatástalannak bizonyul, és egy újabb kölyköt ragad el. Hogy megfelelőbb fegyvert szerezzen, a .ajom lemerül a sárkánykirály tengeri birodalmába, aki egy izzó oszlop segítségével készül kiirtani minden életet a világ felszínén. A majom kommunikál az oszloppal, és botot csinál belőle, majd elmenekül.
A majom visszatér a démon búvóhelyére, legyőzi őt, és megmenti a kölyköt. A hálás csapat ösztönzésére megkoronázza magát a majomkirályá, de a csapat idősebbje figyelmezteti, hogy a botját csak az istenek használhatják, ezért az új majomkirály úgy dönt, hogy megöl 100 démont, így szerezve jogot arra, hogy istenné váljon. Végül egy olyan faluba érkezik, amelyet a veres lány terrorizál. Egy Lin nevű lány támogatásával a majomkirály legyőzi a veres lányt, de a győzelmi ünnepség alatt megérkezik a sárkánykirály, hogy visszaszerezze értékes fegyverét. Miután megküzdött vele, majomkirály elhagyja a falut; Lin vele tart, bár a majom lekezelően bánik vele. A majom tudta nélkül Lin segít a sárkánykirálynak visszaszerezni a botot, cserébe azért, hogy megmenti a szárazságtól sújtott faluját.
Egy temetőben a majomkirály megnyit egy kaput a pokolba, hogy eljusson a lelkek archívumába, és kihúzza a nevét az élet és halál tekercséből, így elnyerve a halhatatlanságot. Yama király, a pokol uralkodója és főbírája felismeri őket kívülállóként, és harcol ellenük. A majomkirálynak sikerül kitörölnie a nevét, de csak kortalanná válik. Ellopja Yama örök élet könyvét, és megtudja, hogy a teljes halhatatlanság elnyeréséhez meg kell ennie egy barackot az örök élet gyümölcsöséből. A sárkánykirály finoman elvezeti a majomkirályt és Lint egy bódító méreggel átitatott barackfához, de végül véletlenül ő maga is eszik egyet, meghiúsítva ezzel a tervet.
Miután rájön, hogy a barackok hamisak, a majomkirály a könyvből megtudja, hogy Hszi-vang-mu, az isteni anyakirálynő halhatatlansági elixírt főz az istenek számára. Ő és Lin beszivárognak a Jáde palota gyógyszertárába, hogy mintát készítsenek az elixírből. Hszi-vang-mu tetten éri őket, de a majomkirály elfogyasztja a főzetet, így teljesen halhatatlanná válik. Bár Linnek többször is lehetősége van ellopni a botot, többször is visszatér, hogy segítsen a majomkirálynak, aki ezzel is bizonyítja, hogy durva viselkedése ellenére is törődik vele. A majomkirály és Lin elmenekülnek a mennyből, és az ezt követő szívhez szóló beszélgetésen Lin bevallja, hogy vágyik arra, hogy változtasson a világon, és megpróbálja a majomkirályt is erre bátorítani.
Amikor a majomkirály továbbra is tartózkodó és pökhendi marad, Lin túljár az eszén, és átadja a botot a sárkánykirálynak. A sárkánykirály felrúgja az alkut, és arra készül, hogy egy megaviharban megfojtja a világot, de a majomkirály kihívja és megtámadja őt. Felismerve hibáját, Lin lehetővé teszi a majomkirálynak, hogy legyőzze a sárkánykirályt, de a majomkirály hatalomittas lesz, és Buddha készül közbelépni. Mivel szeretne még egy esélyt adni Majomkirálynak, Lin engedélyt kap, hogy Buddha hangjaként lépjen fel, és kihívja a majomkirályt, hogy ugorjon le Buddha kezéről, hogy elnyerje a Mennyország feletti uralmat, vagy szenvedjen el egy ideig tartó vezeklést. A majomkirály elbukik, és egy hegybe zárják. Mielőtt a hegyet teljesen lezárják, Lin elbúcsúzhat a majomkirálytól, aki végül elismeri, hogy Lin mennyire fontos lett számára, és meghagyja neki a botját társaságnak.
Ötszáz évvel később a majomkirályt Buddha parancsára egy szerzetes, egy disznó és egy folyószellem szabadítja ki börtönéből. Meghívják őt, hogy csatlakozzon hozzájuk egy nyugati utazásra, amibe ő túlságosan boldogan beleegyezik.

## Szereplők
| Szerep        | Eredeti hang               | Magyar hang      |
| ------------- | -------------------------- | ---------------- |
| Majomkirály   | Jimmy O. Yang              | Jéger Zsombor    |
| Majomkirály   | Dee Bradley Baker (gyerek) | Eredeti hang     |
| Lin           | Jolie Hoang-Rappaport      | Engel-Iván Lili  |
| Sárkánykirály | Bowen Yang                 | Magyar Bálint    |
| Benbo         | Jo Koy                     | Jankovics Péter  |
| Bot           | Nan Li                     |                  |
| Előljáróné    | Stephanie Hsu              | Murányi Tünde    |
| Buddha        | BD Wong                    | Láng Balázs      |
| Babbo         | Ron Yuan                   | Gémes Antos      |
| Jáde császár  | Hoon Lee                   | Gyabronka József |
| Előljáró      | Andrew Pang                | Elek Ferenc      |
| Jama király   | Andrew Kishino             |                  |
| Hszi-vang-mu  | Jodi Long                  | Halász Aranka    |
| Idős majom    | James Sie                  | Mertz Tibor      |
| Veres lány    | Sophie Jean Wu             | Bak Julianna     |

### Magyar változat
- Főcímdal: Jósa Tamás
- Magyar szöveg: Hanák János
- Dalszöveg: Nádasi Veronika
- Hangmérnök: Mihályfi Kristóf
- Vágó: Simkóné Varga Erzsébet
- Gyártásvezető: Hódos Edina
- Szinkronrendező: Bercsényi Péter
- Zenei rendező: Molnár Gábor
- Produkciós vezető: Várkonyi Krisztina

A szinkront a Mafilm Audio Kft. készítette el.

## A film készítése
2017 októberében az Oriental DreamWorks (mai nevén Pearl Studio) bejelentette a filmet Steve Bencich és Ron J. Friedman forgatókönyvírókkal, de végül az nem valósult meg. 2021. május 20-án a Netflix jelentette be a filmet, Peilin Chou producerrel, Stephen Chow vezető producerrel és Anthony Stacchi rendezővel.